# Kingston Russell
Kingston Russell é um assentamento e paróquia civil a 7 mi (11 km) a oeste de Dorchester, em Dorset, condado de Dorset, Inglaterra. Em 2001, a paróquia tinha uma população de 35 pessoas. Faz fronteira com Compton Valence, Littlebredy, Long Bredy e Winterbourne Abbas. Kingston Russell divide o conselho paroquial com Long Bredy.

## Pontos de interesse
Existem 4 edifícios listados em Kingston Russell.

## História
O nome "Kingston" significa 'Pedra do Rei', e era propriedade de John Russel em 1212.